# Йыгисоо (Харьюмаа)
Йы́гисоо (эст. Jõgisoo) — деревня на севере Эстонии в волости Сауэ уезда Харьюмаа. На севере деревня граничит с Сауэ, на западе с Айла, на юге с Коппельмаа и Туула, на востоке с Юкснурме и Рахула. В 2012 году население деревни составляло 259 человек. Старейшина деревни — Ивар Пайула.
Через деревню протекает река Кейла.

## История

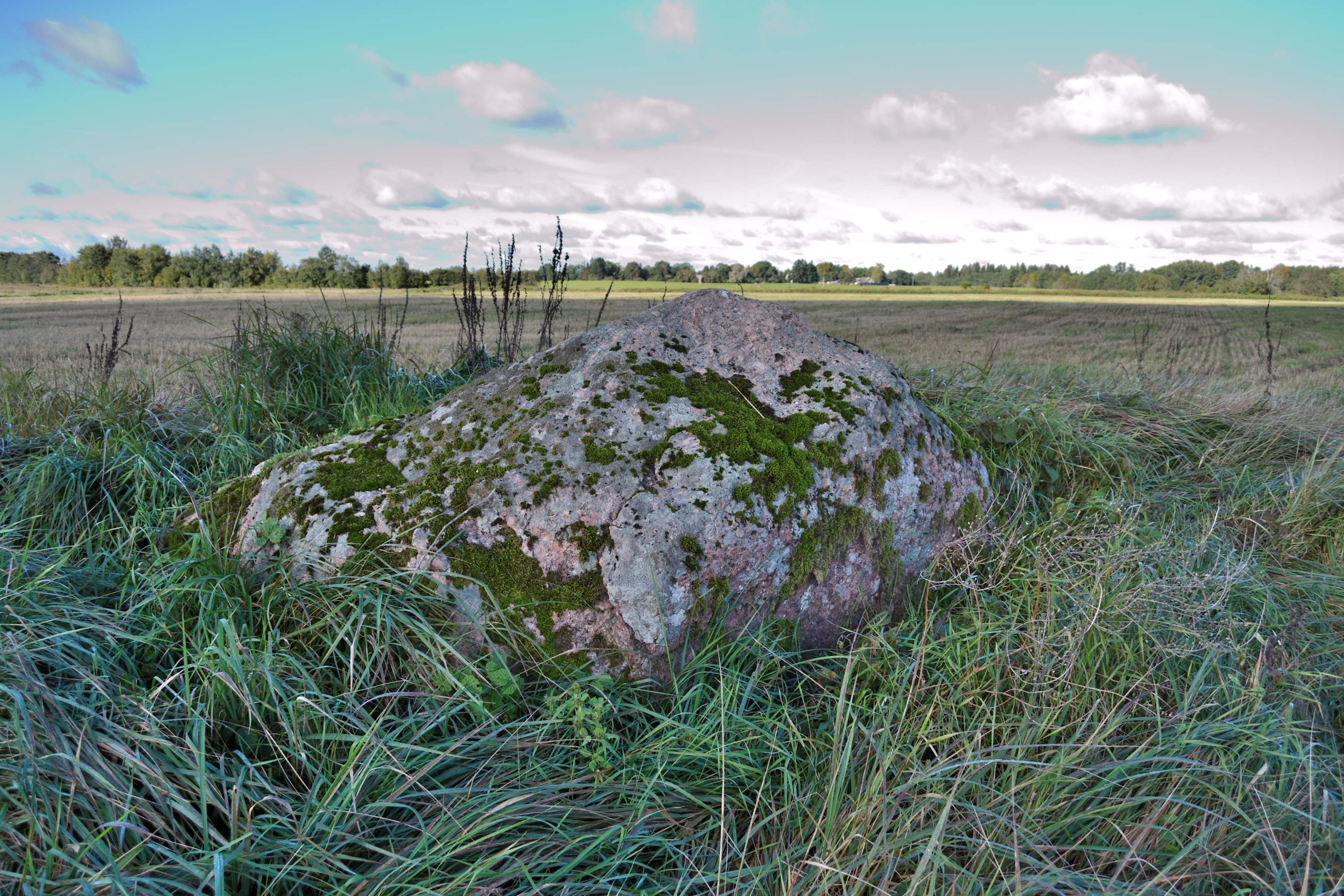
Ритуальный камень

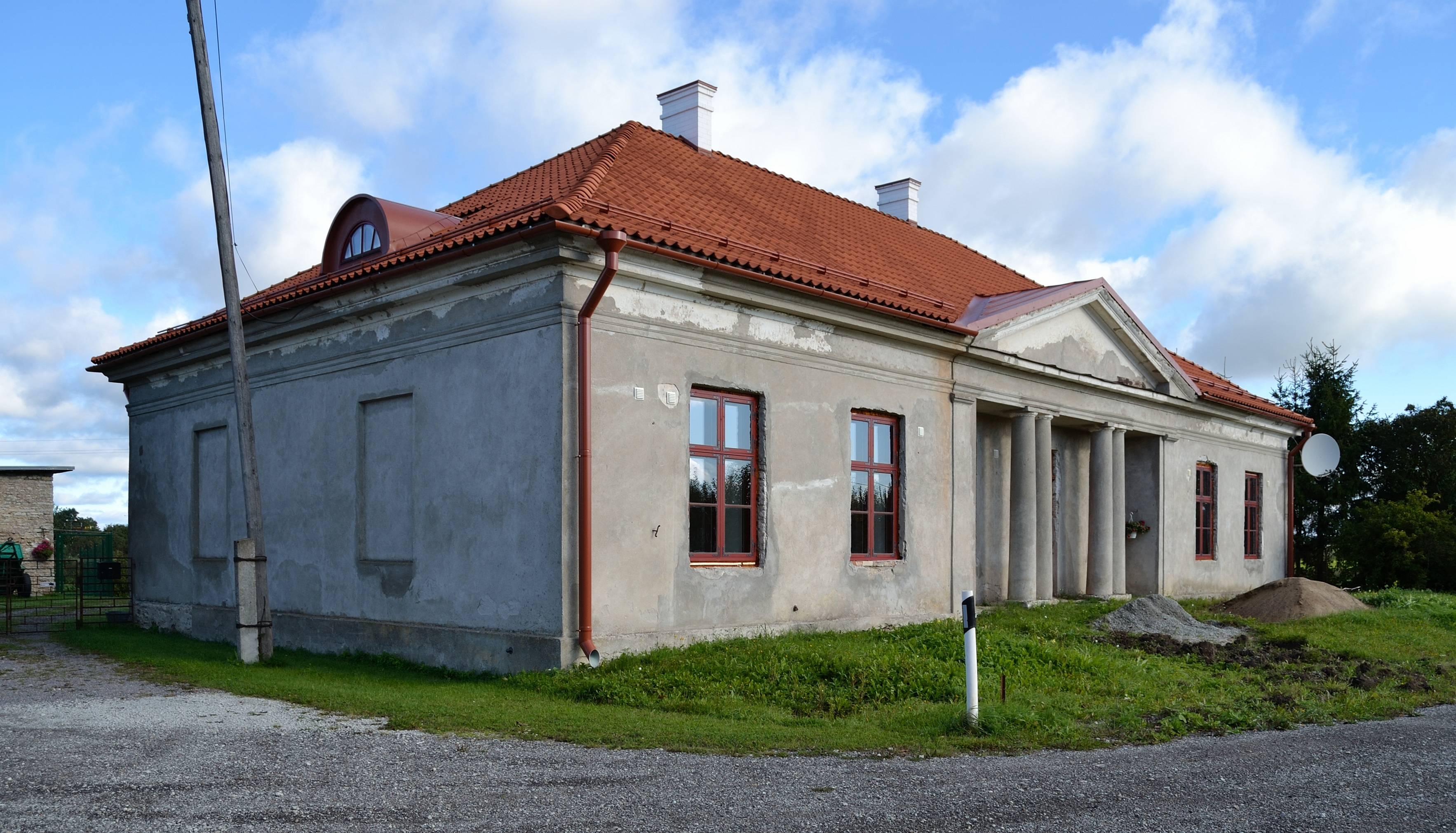
Почтовая станция Сауэ в деревне Йыгисоо

На территории Йыгисоо обнаружены следы древнего поселения, три культовых камня и кладбище «Кондимяги». Эти объекты представляют археологическую ценность и охраняются государством.
В первой половине XVII века здесь была построена мыза Йыгисоо (нем. Joeggis). Первым владельцем мызы был Генрих фон Кнорринг. В XVIII веке усадьбой владели Дугласы, Мореншильды и Браши. В 1912 году она перешла в собственность Михкеля Паульберга. Здание мызы не сохранилось до наших дней.
В 1866 году, во время эстляндской губернии, на основе земель мызы Йыгисоо была создана волость Йыгисоо, которая в 1891 была объединена с волостью Сауэ.
В XIX веке в Йыгисоо была открыта почтовая станция Сауэ (Каннемяэ). В настоящее время здание станции является памятником архитектуры и находится под охраной государства.
5 декабря 1945 года на основе Йыгисоо, Коппельмаа, Вооре и Ээсмяэ был образован сельсовет Йыгисоо, который в 1954 году был объединен с сельсоветами Пяэскюла и Сауэ.
В XX веке в деревне был построен экспериментальный завод «Эстопласт», продукция которого была очень популярна и сильно повлияла на дизайн интерьеров Эстонии.

## Население
| 2005 | 2006  | 2007 | 2008  | 2009  | 2010  | 2011  | 2012  |
| ---- | ----- | ---- | ----- | ----- | ----- | ----- | ----- |
| 254  | ↘ 237 | 237  | ↗ 243 | ↗ 261 | ↘ 252 | ↗ 254 | ↗ 259 |

## Транспорт
В Йыгисоо останавливаются рейсовые пригородные автобусы № 115 (Таллин—Хайба) и № 119 (Таллин—Лехету), коммерческие пригородные автобусы № 238 (Таллин—Хайба) и № 256 (Таллин—Турба), и междугородний автобус № 713 (Таллин—Хаапсалу).